# Pietro Accolti
No se debe confundir con el pintor italiano Pietro Accolti (1579-1642).
Pietro Accolti (Florencia, 15 de marzo de 1455 - Roma, 12 de diciembre de 1532) fue un obispo y cardenal italiano.

## Biografía
Estudiante y después profesor de jurisprudencia en la Universidad de Pisa, en 1485 se trasladó a Roma para oficiar como abreviador en la Curia; en los años siguientes se desempeñó como auditor del Tribunal de la Rota Romana (del que llegaría a ser decano), tesorero de la Catedral de Cambrai y secretario apostólico. 
En el año 1505 fue elegido obispo de Ancona. Julio II le creó cardenal en el consistorio de marzo de 1511, recibiendo el título de San Eusebio, aunque posteriormente optó sucesivamente por los de Albano, Palestrina y Sabina. Como tal participó en los cónclaves de 1513, 1521 y 1523 en que fueron elegidos papas León X, Adriano VI y Clemente VII. En distintos periodos fue también administrador de las sedes de Cádiz, Maillezais, Arras, Cremona y Rávena.
Fallecido en Roma en 1532 a los 77 años de edad, fue sepultado en la iglesia de Santa Maria del Popolo. 